# Elizabeth Lail
Elizabeth Dean Lail (ur. 25 marca 1992 w Teksasie) – amerykańska aktorka, która wystąpiła m.in. w serialach  Ty, Dead of Summer i Dawno, dawno temu.

## Filmografia

### Filmy
| Rok  | Tytuł                 | Rola            | Uwagi       | Przypisy |
| ---- | --------------------- | --------------- | ----------- | -------- |
| 2011 | Model Airplane        | Anna            | krótkometr. |          |
| 2014 | Without               | Emily           | krótkometr. |          |
| 2018 | Unintended            | Lea             |             |          |
| 2019 | Countdown             | Quinn Harris    |             | [ 1 ]    |
| 2022 | Mack & Rita           | Mack            |             | [ 1 ]    |
| 2023 | Gonzo Girl            | Devaney Peltier |             |          |
| 2023 | Pięć koszmarnych nocy | Vanessa Shelly  |             |          |

### Seriale
| Rok       | Tytuł             | Rola           | Uwagi                   | Przypisy |
| --------- | ----------------- | -------------- | ----------------------- | -------- |
| 2014      | Dawno, dawno temu | Anna           | 10 odc.                 | [ 1 ]    |
| 2016      | Dead of Summer    | Amy Hughes     | w gł. obsadzie, 10 odc. | [ 1 ]    |
| 2017      | Czarna lista      | Natalie Luca   | 1 odc.                  | [ 1 ]    |
| 2018      | Sprawa idealna    | Emily Chapin   | 1 odc.                  | [ 1 ]    |
| od 2018   | Ty                | Guinevere Beck | w gł. obsadzie          | [ 1 ]    |
| 2021      | Gossip Girl       | Lola Morgan    | 5 odc.                  | [ 1 ]    |
| 2021–2022 | Ordinary Joe      | Jenny Banks    | w gł. obsadzie, 13 odc. | [ 2 ]    |